# Gazpacho (groupe)
Pour l’article ayant un titre homophone, voir Gaspacho.
Gazpacho est un groupe d'art rock progressif et de rock néo-progressif norvégien, originaire d'Oslo. Formé en 1996, il comprend Jan-Henrik Ohme au chant, Jon-Arne Vilbo à la guitare et Thomas Andersen au clavier. Puis le groupe s'est étendu avec Mikael Krømer au violon, Lars Erik Asp à la batterie et Kristian Torp à la basse.
Leur musique progressive, caractérisée par ses emprunts aux musiques du monde et aux musiques classique et électronique, est parfois comparée à celle des groupes Marillion, A-ha, Radiohead ou Porcupine Tree. Gazpacho est l'un des nombreux groupes contemporains qui utilisent Internet pour se promouvoir, avec une forte dépendance à son site et son forum. Cela permet au groupe de rester à temps plein sur le projet, tout en réussissant à sortir un nouvel album par an, avec le contrôle artistique total sur leurs compositions et la distribution. Malgré cela, depuis 2011, la distribution se fait par le label spécialisé dans le rock progressif Kscope.

## Biographie

### Premières années (1996–2001)
Amis d'enfance, Jon-Arne Vilbo et Thomas Andersen ont joué ensemble dans un groupe appelé Delerium, qui de leurs propres mots s'est dissous progressivement. Après plusieurs années de séparation, les deux amis se rencontrent à nouveau et commencent à refaire de la musique ensemble. Andersen, qui avait rencontré Jan-Henrik Ohme grâce à son travail de producteur de radio, lui propose de venir à leurs sessions et c'est ainsi que les bases de Gazpacho telles que le groupe existe aujourd'hui furent posées.

Le nom du groupe vient d'une volonté de décrire la musique produite. 

« Nous sommes un mélange très peu probable de gens, pas vraiment le genre de types dont vous vous attendez à voir dans le même groupe... alors nous avons pensé au gaspacho, un mélange bâtard de soupes, nom parfait pour notre groupe (...) Avec Gaspacho vous êtes surpris, vous avez quelque chose d'inattendu, quelque chose hors norme, une contradiction positive. Nous pensons que cela décrit très bien notre groupe. »

— Thomas Andersen, 
Roy Funner joue de la basse sur les enregistrements terminés du groupe, mais ne fait pas partie du processus d'écriture et donc officiellement du groupe, tandis que les parties batterie sont composées sur ordinateur. Pendant deux ans, le groupe travaille sur le concept album Random Access Memory, un projet qu'ils écartent naturellement, sentant qu'ils n'avaient pas encore atteint un niveau de maturité musicale pour un projet aussi ambitieux.

### Make-A-StaretBravo(2002–2003)

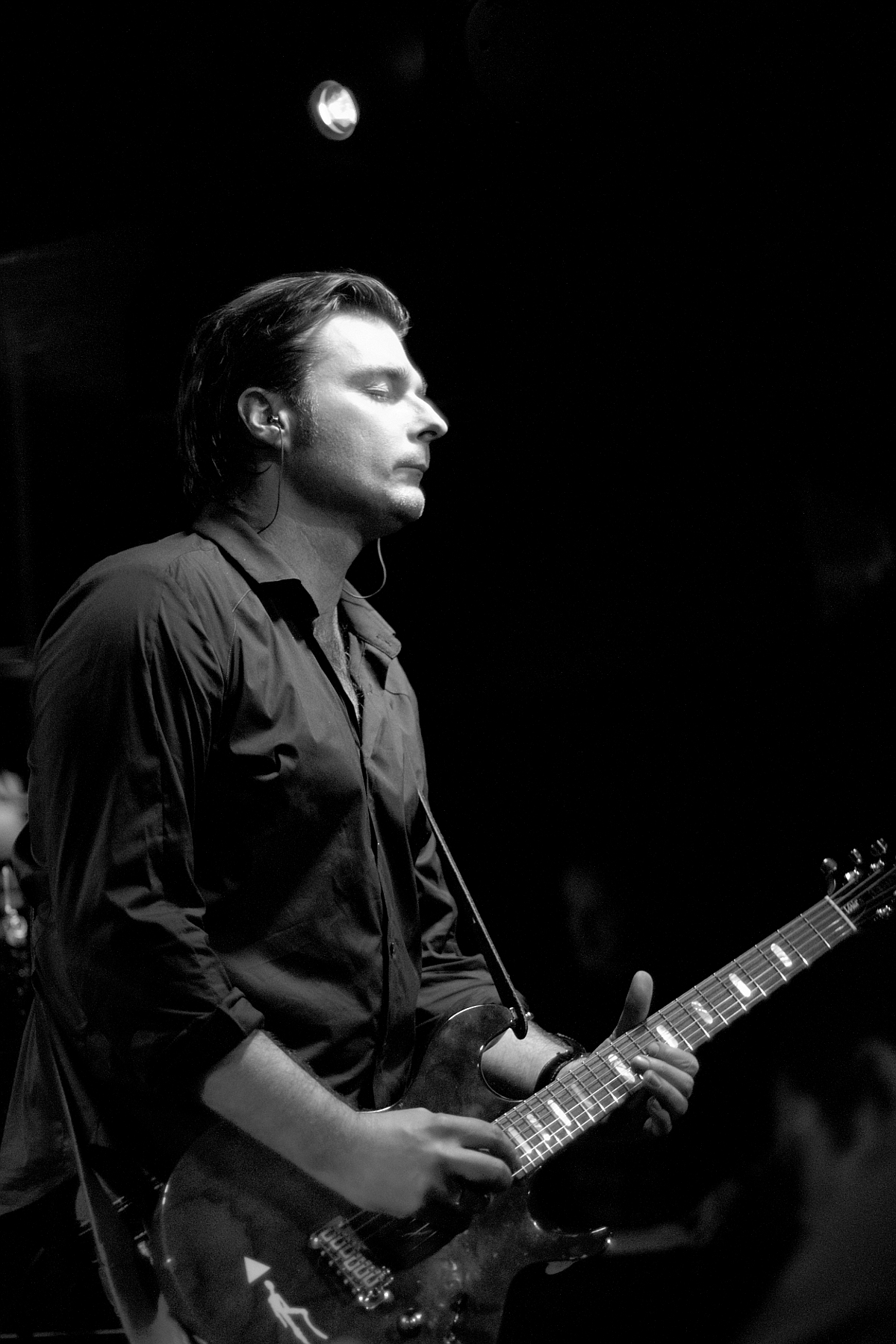
Jon-Arne Vilbo.

Les trois membres de Gazpacho participent à la branche scandinave du fanclub de Marillion. Ohme est ainsi invité à chanter Afraid Of Sunlight de Marillion pendant le concert Swap The Band du premier Convention Weekend de Marillion,. Lors de ce congrès, le groupe distribue gratuitement un album promotionnel de quatre pistes appelé Get It While It's Cold. Cette promotion trouve également écho sur plusieurs webmagazines, le groupe recevant une critique unanime dont une décrivant leur musique comme « conçue de façon experte et réellement inventive »,,.
En mai 2002, le groupe remporte le concours Make-A-Star et leur chanson Sea Of Tranquility figure alors sur la compilation de l'évènement,. Leur deuxième tentative avec Ghost se classe en deuxième position et leur assure la possibilité de sortir un album par le biais de MP3.com. Ils enregistrent alors Get It While It's Cold (37°C), qui contient trois pistes de l'EP promotionnel, et trois nouvelles pistes. L'une d'elles, Nemo voit le groupe gagntriompher du concours Make-A-Star pour la deuxième fois. La sortie du nouvel EP recueille de nouveau l'acclamation du groupe à l'international,,.
En 2003, le groupe publie son premier album Bravo comprenant cinq des six chansons de l'EP Get It While It's Cold (37°C) et six nouvelles compositions. En utilisant les possibilités d'internet, le groupe fait équipe avec l'auteur-compositeur-chanteur américaine Esther Valentine, provenant elle aussi du concours Make-A-Star, et du producteur néo-zélandais Peter Kearns. Valentine chante en duo avec Ohme sur la chanson Novgorod qu'ils ont coécrite et Kearns produit deux des titres de l'album Bravo. L'album est félicité unanimement dans le monde,,, et notamment le magazine musical hollandais Oor soulignant que « leur premier album est d'une rare beauté ».
Le groupe est ensuite invité à se produire au deuxième Convention Weekend de Marillion. Pour leur concert, le groupe est accompagné de Geir Digernes à la batterie, après son apport sur quelques chansons de Bravo, de Mikael Kromer au violon et de Kristian Skedsmo à la flûte.

### Soutien de Marillion (2004–2005)

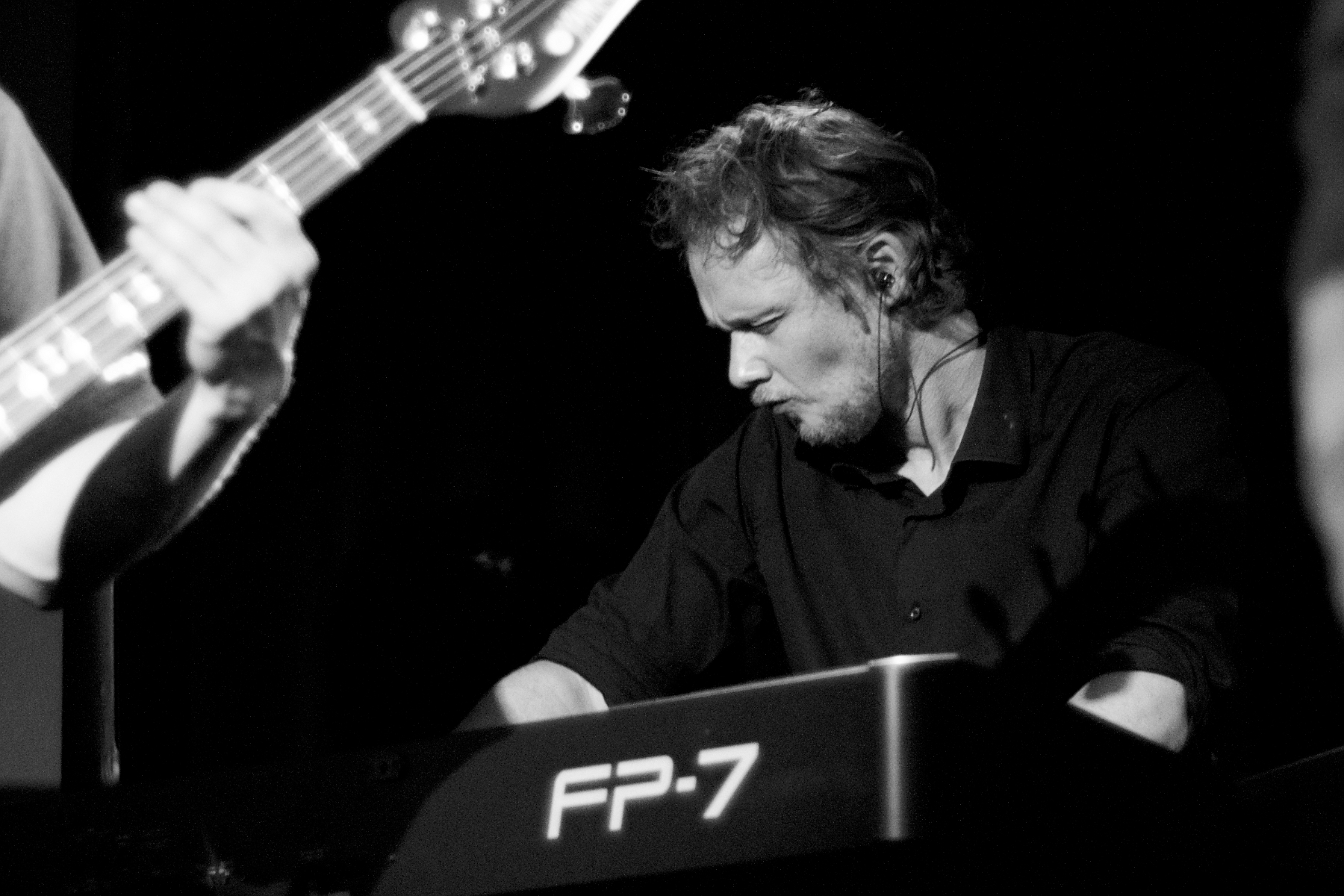
Thomas Andersen.

La performance du groupe au Convention Week-end leur offre la possibilité de faire les premières parties de Marillion sur la tournée Marbles à travers 11 pays européens contribuant ainsi à faire augmenter sa popularité. Robert Johansen devient membre du groupe en tant que nouveau batteur, tandis que Mikael Krømer et Kristian Skedsmo l'accompagnent sur la tournée.
Avant la tournée, le groupe sort son deuxième album, When Earth Lets Go, leur permettant ainsi d'avoir suffisamment de morceaux à jouer sur scène. Celui-ci est produit par Steve Lyon (Paul McCartney, Depeche Mode, The Cure), qui a accepté de produire la chanson Substitute For Murder dans l'espoir d'intéresser un label. Malgré son implication, les critiques positives et sa proximité avec Marillion, Gazpacho n'obtient pas de contrat,,.
Finalement, leurs amis de Marillion leur viennent en aide en leur offrant la chance de publier leur prochain album via leur propre label Racket Records. Le groupe en profite donc pour sortir son troisième album studio, Firebird, mais aussi ré-éditer Bravo et When Earth Lets Go. Le soutien de Marillion conduit également à une collaboration avec le guitariste Steve Rothery, qui joue un solo sur la chanson Do You Know What You Are Saying. D'autres apparitions sur l'album prennent forme puisque les fans avaient été encouragés à envoyer des échantillons sonores dont Gazpacho s'est servi. Les instruments inhabituels figurant sur l'album incluent des maracas, un peigne et un char Leopard 2.
Roy Funner quitte la formation après la tournée de 2004 afin de se concentrer davantage sur sa famille et est remplacé par Kristian Torp. Le groupe prend ensuite part aux quatre concerts du Not Quite Christmas Tour aux côtés de Marillion. Après cette tournée, Kristian Skedsmo annonce qu'il ne souhaite plus faire de voyages loin de chez lui. Le groupe décide alors de rester composé de six musiciens.

### Night(2006–2007)

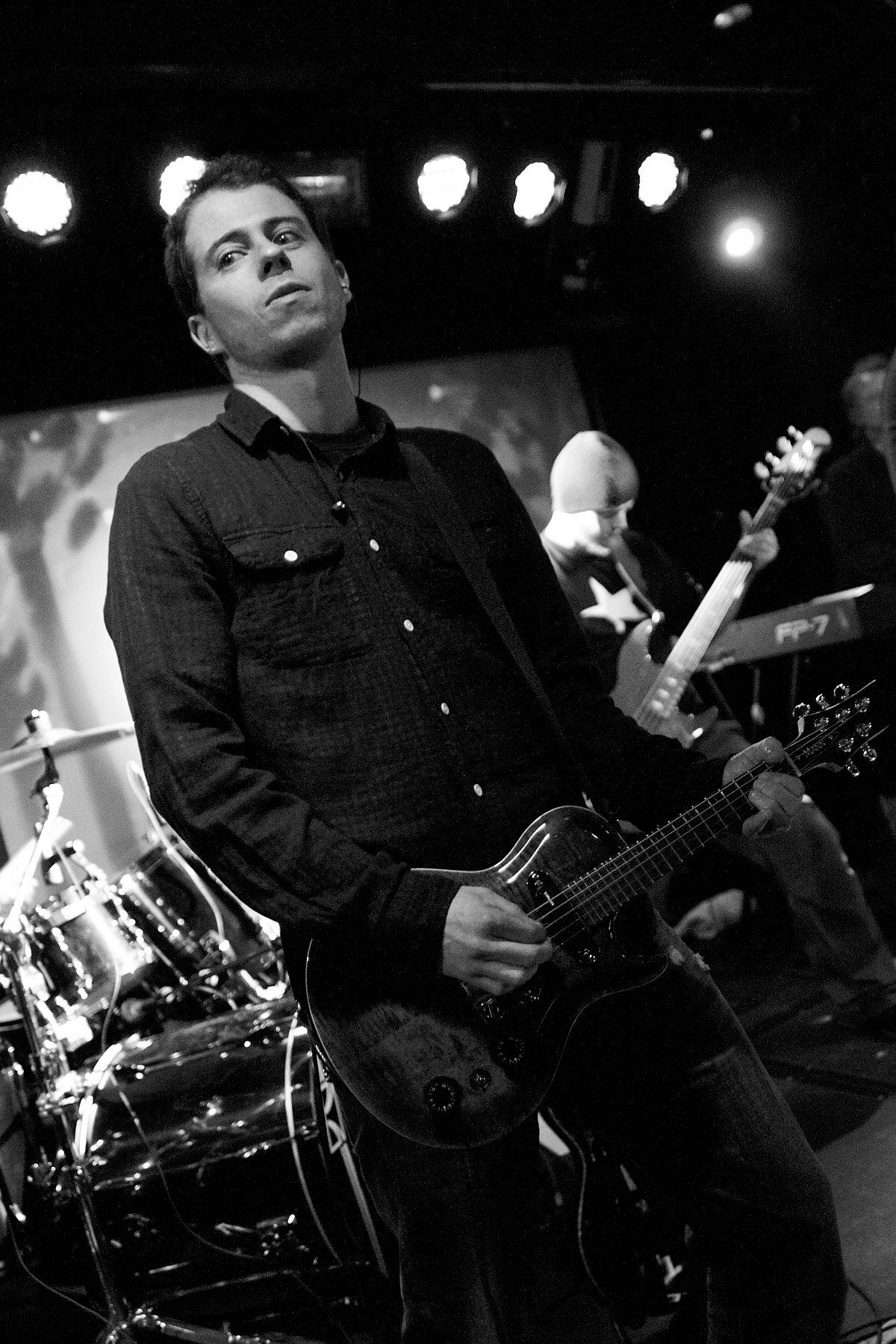
Mikael Krømer.

Après une année de silence, Gazpacho sort Nuit en février 2007. À cette occasion, le groupe est une fois de plus invité à se produire au Convention Week-end de Marillion, qui se fait cette fois aux Pays-Bas. Il joue également son premier concert en tête d'affiche internationale au Boerderij à Zoetermeer, aux Pays-Bas le 1er février,
Night est un album-concept de 50 minutes, divisé en cinq parties. Le groupe le décrit comme « la description musicale d'un rêve ou d'un courant de conscience. Il explore la question de savoir où les rêves s'achèvent et la réalité commence, et de l'esprit comme un outil qui doit décider ce qu'il faut croire. Le personnage va à travers divers souvenirs réels et imaginaires et voit le monde à travers le regard de personnes différentes. Il voyage à travers le temps et visite plusieurs lieux dans le monde, y compris l'ancienne Nouvelle-Orléans et les bois de l'Antiquité où sont réalisés des rituels païens. La nuit est à propos de la vie et des différentes façons d'interpréter l'existence. Prétentieux ? Ah oui, mais délicieux au possible... très délicieux » Mikael Krømer, qui a joué du violon sur les albums précédents et participé à un grand nombre de concerts est officialisé membre du groupe sur l'album, obtenant même le statut de coproducteur. L'album voit aussi le retour de Kristian « The Duke » Skedsmo, puisqu'il y joue six instruments différents. Il participe également au concert donné à Oslo le 19 janvier 2008.
L'album est instantanément bien reçu par le milieu de la prog, s'installant en tête du classement des ventes Just For Kicks Music deux semaines après sa sortie,. La presse internationale relative est unanimement positive, décrivant l'album comme « du très, très grand art », « rien de moins qu'un chef-d'œuvre », « un album incroyable » L'album reste dans le top 20 des lecteurs de Progwereld pendant plus d'un an. Night est aussi très bien placé dans des sondages réalisés à la fin 2007. L'album est élu neuvième meilleur album de l'année 2007 par les auditeurs de la station de la radio polonaise MLWZ et huitième meilleur album du sondage du magazine néerlandais Dutch Progressive Rock Page. L'album est également dans le top 10 de 2007 de Progarchives.

### Tick Tock(2008–2009)

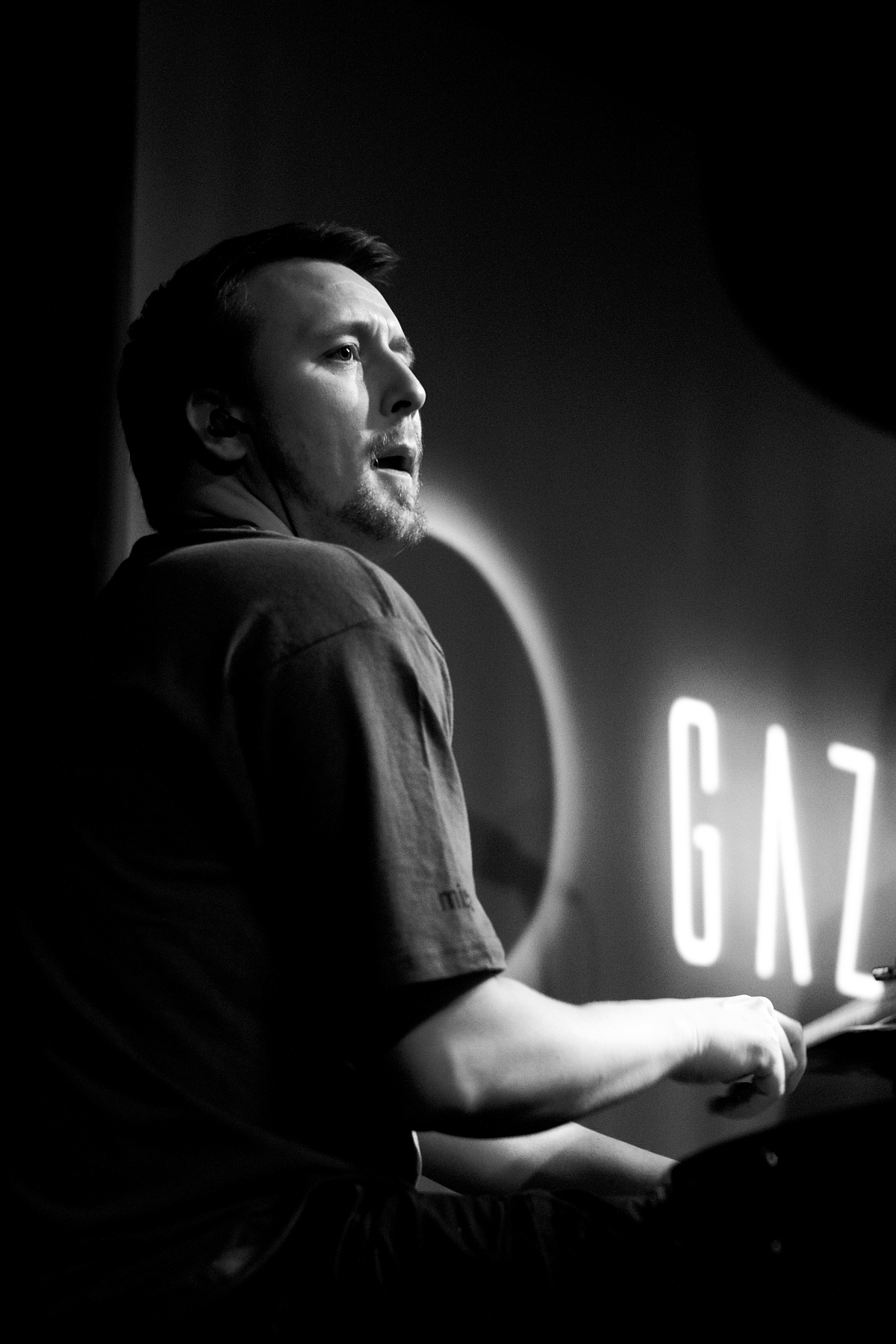
Lars Erik Asp.

Au cours du concert du 18 juillet 2008, le public de Boerderij à Zoetermeer a un avant-goût de la nouvelle chanson Tick Tock, qui est jouée pour la première fois dans son intégralité pendant 22 minutes et 24 secondes. Plus tard, il semble indiquer la chanson est le titre phare du successeur de Night. Le 1er octobre 2008, le groupe fait équipe avec WIV, une agence de management et de gestion des réservations, dans le but d'être capable d'être plus sur la route avec leur futur opus.
Le 15 mars 2009, le cinquième album studio, Tick Tock, est distribué par HTW Records, une division de Sony BMG. L'album est basé sur l'histoire de l'écrivain et navigateur français Antoine de Saint-Exupéry qui a tenté de relier Paris à Saigon en 1935 et s'est écrasé dans le désert libyen plusieurs heures plus tard, coincé avec son copilote André Prevot. Il a raconté son expérience dans le livre Terre des hommes, dont s'est inspiré Gazpacho pour composer Tick Tock. « La métaphore d'une promenade dans le désert représentée par une horloge n'est peut être pas sublime, mais bon sang, la musique est dans ces instants. L'apathique soulignement d'une boucle étouffante presque mélodieuse qui est vraiment un organe b4 joué par un ampli de guitare et un séquenceur, apporte l'hésitation dans un premier temps, puis le désespoir, puis encore plus d'hésitation et ensuite, quelque chose se passe et vous êtes aspiré dans une ambiance vitreuse. Presque comme si vous faisiez une longue promenade en solitaire dans le désert où il n'y a que vous, les étoiles, le vent et le sable, le bruit de vos pas adoucis par le sable brûlant et entendu uniquement par les os du corps. »
Pour l'album, le groupe organise le Tick Tock Tour, leur première tournée en tête d'affiche du 26 mars au 8 avril 2009 et dans six pays différents. Les critiques suivant la sortie de l'opus et les concerts sont unanimes. « Si vous êtes un fan de la musique qui vous transporte dans un autre endroit, vous ne trouverez rien de mieux.! 10/10 »
« Gazpacho réussit l'impossible : sortir un album aussi bon que Night. Quel groupe peut publier deux chefs-d'œuvre l'un après l'autre ces jours-ci! »
Le 10 juillet 2009, Gazpacho est en tête d'affiche du quatrième festival de la nuit de la prog à Loreley en Allemagne. Le concert est filmé, puis publié en janvier 2010 sur le DVD A Night At Loreley, le premier live officiel du groupe. À la fin de l'année 2009, Robert R Johansen quitte la formation au cours du processus de montage, de mixage et de production de ce premier DVD, pour des raisons personnelles. À la fin de cette même année, Tick Tock atteint le top 5 de diverses sondages, dont celui de DPRP et de MLWZ.
Dès le début de 2010, Lars Erik Asp est choisi pour remplacer Robert R Johansen à la batterie, juste avant la deuxième partie du Tick Tock Tour, qui se déroule sur mars et avril, et dans six pays. À la suite de l'accident de l'avion présidentiel polonais à Smolensk et de la semaine de deuil en résultant, le promoteur polonais décide de reporter les concerts en Pologne du 16 et 18 avril en septembre. Le 1er mai, Gazpacho joue pour la première fois aux États-Unis dans le cadre d'un festival prog au Majestic Theater à Gettysburg en Pennsylvanie. Pour les festivals allemand et italien, et les concerts polonais de septembre, le groupe embauche Krumins Micheal (Green Carnation, Sirenia) à la guitare pour remplacer Jon-Arne, qui accueille son premier fils et donne priorité à sa famille.

### Missa Atropos(2010–2011)

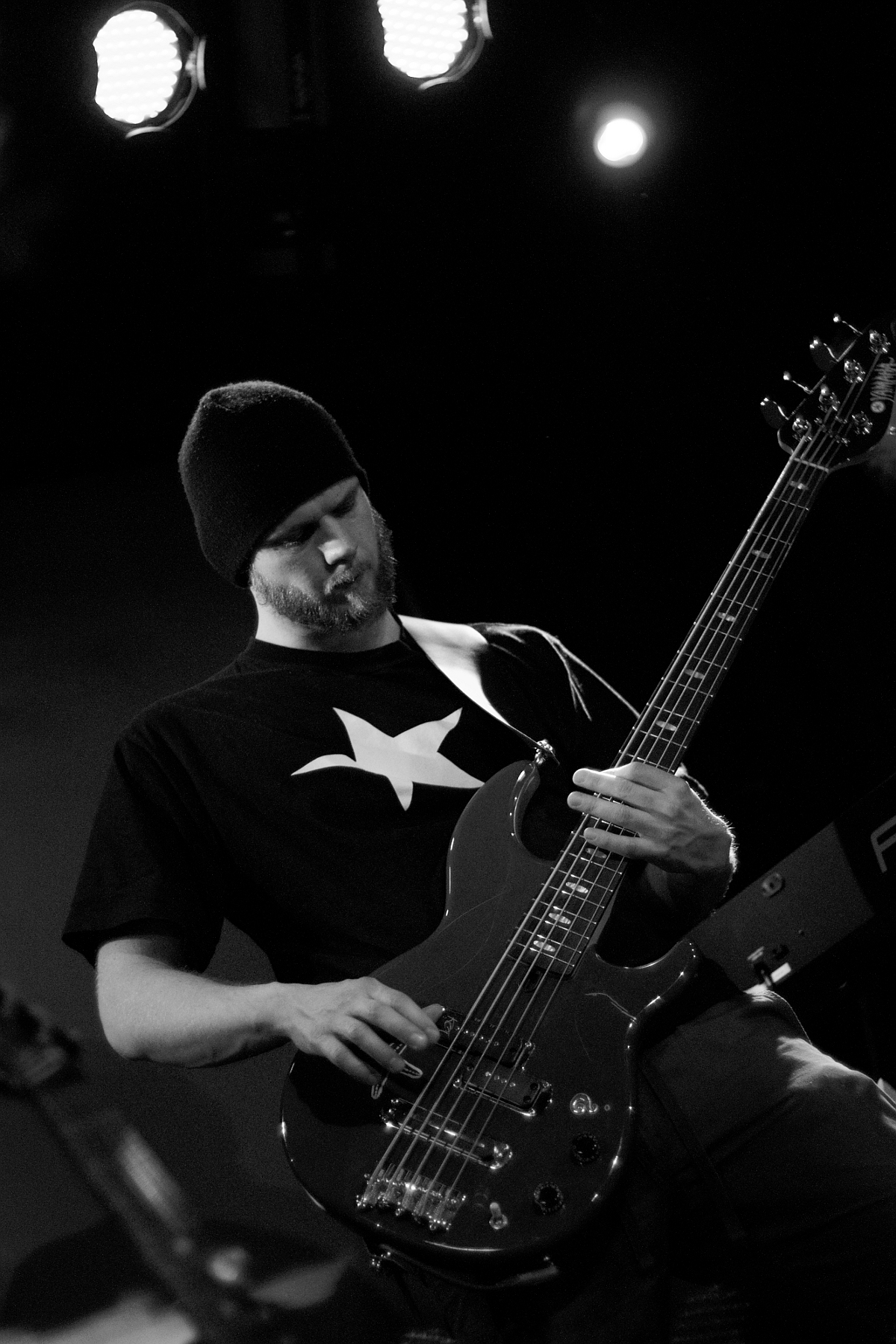
Kristian Torp.

Durant les concerts du Tick Tock Tour de septembre 2010, des exemplaires pré-imprimés du nouvel album Missa Atropos sont mis à la disposition du public. Et même avant sa sortie officielle le 26 novembre, il se classe déjà numéro 1 sur le site néerlandais spécialisé progwereld.org d'octobre à novembre. Ce nouvel album est destiné à être un autre opus dans la série d'albums-concept commencé en 2007 avec Night. Missa Atropos s'inspire d'Atropos, une déesse grecque, mais actualisée pour le monde moderne dans lequel vit un homme isolé de tout dans un phare. Celui-ci écrit une messe en l'honneur de la divinité, qui connaît la vraie solitude comme lui. L'histoire raconte ce qui se passe dans sa tête, ses trois tentatives d'écriture de la messe avec pour point culminant Missa Atropos comme résultat final.
En décembre 2010, Missa Atropos est enregistré auprès de Kscope au Royaume-Uni, ce qui lui donne des droits dans le monde entier. L'album est accompagnée par une tournée de 12 concerts dans 5 pays différents de janvier à février 2011, dont un au Dingwalls à Londres  le 30 janvier pendant lequel est enregistré le double album live London qui est publié le 24 octobre.

### March of Ghosts(2012–2013)
À la fin de l'année 2011, on apprend que March of Ghosts est le septième album studio du groupe et qu'il est la suite de Missa Atropos. Ce dernier est la longue histoire d'une personne qui laisse tout derrière; March Of Ghosts est lui plutôt une collection de courtes histoires. L'idée de l'album est d'avoir le personnage principal qui passe une nuit avec des fantômes (morts et vivants) et qui lui racontent leur histoire. Ces personnages sont des criminels de guerre haïtiens, l'équipage de la Mary Celeste, un soldat américain de la Première Guerre mondiale qui se trouve en 2012 et le fantôme d'un écrivain britannique de comédie qui est accusé à tort de trahison. Ce sont des histoires courtes, une marche de fantômes, des contes qui ont besoin d'être dit. L'album est publié par Kscope le 12 mars 2012 et est suivi d'une tournée en mars-avril. Pour promouvoir l'album et la tournée, le groupe met en ligne le 10 mars le clip vidéo de Black Lilly, qui présente de nombreuses séquences provenant des idées d'Antonio Seijas, artiste qui travaille avec le groupe sur les pochettes d'album depuis 2005 et Firebird.

### Demon,MoloketFireworker(depuis 2014)
De retour à la composition à la suite de la promotion de March of Ghosts, Gazpacho écrit l'album suivant sur une période de deux ans. En décembre 2013, on annonce la sortie de Demon, album-concept inspiré par les forces occultes à travers l'Histoire. L'album est décrit par le groupe lui-même comme l’œuvre de Gazpacho « la plus complexe et étrange », et relate le récit d'un manuscrit concernant une entité maléfique et de son auteur dément. Constitué de quatre morceaux, Demon sort le 17 mars 2014 et est majoritairement bien reçu par les critiques, plusieurs le considérant comme l'aboutissement le plus considérable dans la carrière du groupe.
Une tournée européenne promotionnelle est entamée par le groupe durant les mois d'avril et de mai de la même année, tournée qui mènera quelque temps plus tard à l'annonce de la sortie du troisième album en spectacle du groupe, intitulé Night of the Demon. Enregistré à Zoetermeer, aux Pays-Bas, cet opus représentera également la première prestation officiellement filmée de Gazpacho.
À la fin du mois de mars 2015, Gazpacho annonce une nouvelle tournée européenne étant prévue pour les mois d'octobre et de novembre de la même année, avec le duo Iamthemorning. En même temps, le groupe révèle la sortie à l'automne 2015 de son dixième album, ayant pour titre Molok. Album-concept, ce dernier est décrit comme la création la plus sombre de la discographie du groupe.
C'est en septembre 2020 que parait leur 11ème album Fireworker considéré  comme un excellent cru par la critique,.

## Membres

### Membres actuels
- Jan-Henrik « O » Ohme - chant
- Jon-Arne Vilbo - guitare
- Thomas Andersen - claviers
- Mikael Krømer - violon, guitare (depuis 2001)
- Kristian « Fido » Torp - basse (depuis 2005)
- Lars Erik Asp - batterie, percussions (depuis 2010)

### Anciens membres
- Robert R Johansen - batterie, percussions (2004–2009)
- Roy Funner - basse (2000–2004)
- Geir Digernes - batterie (2003)

### Invités
- Kristian « The Duke » Skedsmo - flute, sifflet, accordéon, didgeridoo, guitare, banjo, mandoline (2002–2005, 2007 ; enregistrements)
- Steve Rothery - guitare (2007 ; enregistrements)
- Michael « Captain Flash » Krumins - guitare (2010 ; enregistrements)
- Stian Carstensen - accordéon, banjo (2014 ; enregistrements)

## Discographie

### Albums studio
- 2003 : Bravo
- 2004 : When Earth Lets Go
- 2005 : Firebird
- 2007 : Night
- 2009 : Tick Tock
- 2010 : Missa Atropos
- 2012 : March of Ghosts
- 2014 : Demon
- 2015 : Molok
- 2018 : Soyuz
- 2020 : Fireworker

### Albums live
- 2010 : A Night at Loreley
- 2011 : London
- 2015 : Night of the Demon

### EP
- 2002 : Get It While It's Cold (37°C)